# Samobójstwo rozszerzone
Samobójstwo rozszerzone – to zachowanie złożone z zabójstwa (lub zabójstw) oraz samobójstwa, połączonych szczególnym, emocjonalnym związkiem przyczynowo-skutkowym.

## Historia
Samobójstwo rozszerzone zostało po raz pierwszy opisane przez niemieckiego psychiatrę i kryminologa Paula Näcke (1908); rozumiał on je jako czyn wynikający z psychopatologii jednostki traktującej ofiarę jako część własnego self (ja), które również musi zginąć, by proces unicestwienia samego siebie był pełny.

## Przyczyny
Motywacja do samobójstwa rozszerzonego wynika z chęci oszczędzenia cierpień najbliższym, niezależnie od racjonalności tego założenia. Dlatego ofiarami są najczęściej członkowie własnej rodziny, np. matka zabija dzieci i popełnia samobójstwo, syn zabija rodziców i popełnia samobójstwo. Występuje w ciężkich zaburzeniach depresyjnych i psychozach. Czynnikami sprzyjającymi są: nadmierna więź pomiędzy członkami rodziny, niedokończony proces separacji, poczucie nadmiernej odpowiedzialności za członków rodziny. Również ofiary mogą cierpieć na zaburzenia psychiczne, w tym indukowane przez samobójcę, co sprzyja samobójstwu rozszerzonemu. Ofiary mogą akceptować lub nie pozbawienie ich życia.

## Orzecznictwo
Samobójstwo rozszerzone stanowi wyzwanie w postępowaniach karnych, gdyż może zaistnieć sytuacja, kiedy z pierwotnego zamiaru samobójstwa rozszerzonego, w wyniku różnych okoliczności, zostaje dokonane tylko zabójstwo. Wymaga to różnicowania z zabójstwami motywowanymi np. zemstą, po których następuje samobójstwo. Podstawowe znacznie dla kwalifikacji prawnej samobójstwa rozszerzonego ma diagnoza zaburzeń psychicznych.